# Edward Salomon

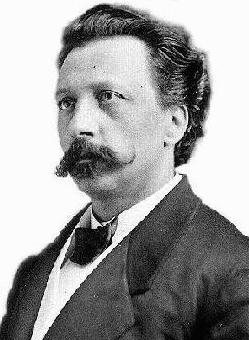
Edward Salomon.

Edward Salomon, född 11 augusti 1828 i Ströbeck, Preussen, död 20 april 1909 i Kejsardömet Tyskland, var en tysk-amerikansk politiker. Han var guvernör i delstaten Wisconsin 1862-1864.
Salomon studerade naturhistoria och filosofi i Berlin. Han deltog i de oroligheter som följde i Tyska förbundet efter Februarirevolutionen 1848 i Frankrike. Som anhängare av revolutionsrörelsen flydde Salomon 1849 till USA. Han gick med i demokraterna men som anhängare av Abraham Lincoln bytte Salomon senare parti till republikanerna. Han valdes 1861 till viceguvernör i Wisconsin.
Guvernör Louis P. Harvey drunknade 19 april 1862 i Tennesseefloden och efterträddes av Salomon. Republikanerna i Wisconsin nominerade James T. Lewis i guvernörsvalet 1863. Salomon bestämde sig för att inte kandidera som obunden och han efterträddes som guvernör av Lewis. Salomon flyttade 1869 till New York. Han återvände 1894 till Tyskland.